# Брюс, Кэтрин
Кэтрин Вольф Брюс (англ. Catherine Wolfe Bruce; 22 января 1816 года, Манхэттен, Нью-Йорк — 13 марта 1900 года, Нью-Йорк) — американский меценат, покровительница астрономии.
Кэтри Брюс является дочерью Джорджа Брюса, известного бизнесмена-шрифтолитейщика, и Кэтрин Вулф. В 1887 году она пожертвовала $50 000 на создание отдела в Нью-Йоркской бесплатной библиотеке, названного в честь её отца (англ. George Bruce Branch). В период между 1889 и 1899 годами она пожертвовала средства Обсерватории Гарвардского колледжа, Йеркской обсерватории и Обсерватории Хайдельберг-Кёнигштуль (Германия) на покупку новых телескопов для каждого из этих учреждений. Кроме этого Кэтрин Брюс субсидировала публикации научных работ, поддерживала талантливых учёных. За поддержку обсерватории в Хайдельберге Великий герцог Баденский наградил её золотой медалью.
В её честь названы Медаль Кэтрин Брюс, астероид (323) Брюсия, открытый в 1891 году, и кратер Брюс на Луне.

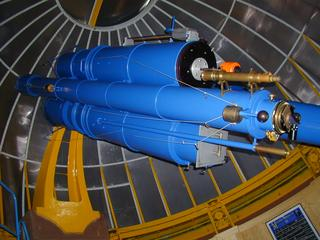
Двойной астрограф Брюс в обсерватории Хайдельберг-Кёнигштуль